# Герб Новой Каледонии
Герб Новой Каледонии состоит из раковины моллюска наутилуса на переднем плане, за которым цилиндрическая сосна, эндемичная для Новой Каледонии, а также Flèche faîtière — стрелка, с помощью которой канаки украшают крыши своих домов. Стрелка оформлена в традиционном стиле «toutoute». Этот символ рассматривается одним из главных в среде меланезийского населения: он присутствует на флаге независимости, флаге Северной провинции и Луайоте. В нижней части три морские волны.

## Галерея

Флаг Франции с гербом Новой Каледонии